# Hilda Butsova
Pour les articles homonymes, voir Boot (homonymie).
Hilda Butsova (née Hilda Boot, 11 juillet 1896 - 21 mars 1976) est une danseuse de ballet anglaise, membre des compagnies d'Anna Pavlova et de Mikhail Mordkin.

## Jeunesse
Hilda Boot est née à Nottingham. Elle étudie la danse d'abord avec Mlle Leoffler à la Stedman's Dancing Academy à Londres,, puis avec Alexandre Volinine et Enrico Cecchetti.

## Carrière
Hilda Boot est choisie en 1912 par Anna Pavlova, pour rejoindre la tournée de sa compagnie avec sa compatriote Muriel Stuart, alors qu'ils sont tous deux très jeunes. Le nom de scène de Boot est changé en "Butsova" à cette époque. Hilda Butsova et Muriel Stuart dansent des rôles principaux que Pavlova ne fait pas elle-même. Boot et Stuart sont solistes avec la compagnie Pavlova jusqu'en 1925,,.
Elle danse au théâtre des Champs-Elysées à Paris en 1919.
Elle danse sur la scène londonienne dans des productions de The Fairy Doll (1920, 1924, 1925), Visions (1924, 1925), A Polish Wedding (1924, 1925), Amarilla (1924, 1925), La Fille mal gardée (1925), Coppélia (1925) et La Flûte enchantée (1927).
En 1926, Hilda Butsova rejoint la compagnie de Mikhail Mordkin et tourne avec lui pendant quelques années,.
En 1931, elle est maîtresse de ballet au Little Playhouse de Cincinnati, Ohio. Elle prend sa retraite de la scène en 1932.
Dans ses dernières années, elle est professeure de danse à New York, et à la North Carolina School of the Arts. Dans les années 1940, elle donne des cours avec les Dance Educators of America,. Muriel Stuart et elle prennent la parole lors d'un événement commémoratif à New York en 1956, marquant le 25e anniversaire de la mort d'Anna Pavlova. Elle  dirige un ballet à Scranton, Pennsylvanie en 1959. En 1974, elle crée une chorégraphie originale, Dress Rehearsal, pour le ballet de Greenville, Caroline du Sud. Elle donne une interview sur ses années de danse en 1975.

## Répertoire
- Coppélia
- Swanhilda dans Le Lac des cygnes
- Princesse Aurore de La Belle au Bois Dormant

## Vie privée
Hilda Butsova épouse le directeur de théâtre Harry Mills en 1925. Ils ont eu un fils, Alain. Elle est décédée en 1976, à l'âge de 79 ans, des suites d'une crise cardiaque à l'hôpital de White Plains.